# AIW Intense Championship
L'AIW Intense Championship è il titolo secondario della Absolute Intense Wrestling , nato nel 2006 e tuttora attivo.

## Albo d'oro
| Wrestler                               | Regni | Data             | Luogo           | Note |
| -------------------------------------- | ----- | ---------------- | --------------- | --- |
| Starless                               | 1     | 26 marzo 2006    | Cleveland       | Vinse il titolo sconfiggendo Dios Salvador, Johnny Gargano, Patrick Hayes, Shawn Blaze e Zema Ion in un 6-Pack Challenge. |
| Dios Salvador                          | 1     | 30 aprile 2005   | Cleveland       | In un Triple Treath Match che includeva anche Super Hentai.                                                               |
| Jay Violence                           | 1     | 16 luglio 2006   | Cleveland       | Sconfiggendo Dios Salvador, Eastside Eddie, Jason Gory, Shawn Blaze e Starless in un 6-Pack Challenge.                    |
| Titolo reso vacante il 7 novembre 2006 |       |                  |                 | |
| Starless                               | 2     | 7 novembre 2006  | Cleveland       | Vincendo uno Scramble Match contro Dios Salvador, Jason Gory, Kano, Lamont Williams e Patrick Hayes.                      |
| Tyler Black                            | 1     | 20 maggio 2007   | Cleveland       | Sconfiggendo Starless e Zema Ion in un Triple Treath Match.                                                               |
| Johnny Gargano                         | 1     | 25 maggio 2008   | Cleveland       | Sconfiggendo Black in un 30 Minute Ironman Match per 2 a 1.                                                               |
| Titolo vacante il 28 novembre 2008.    |       |                  |                 | |
| Jimmy DeMarco                          | 1     | 15 dicembre 2008 | Lakewood        | Sconfiggendo Facade nella finale di un torneo.                                                                            |
| Johnny Gargano                         | 2     | 28 febbraio 2009 | Cleveland       | |
| Josh Proibition                        | 1     | 15 maggio 2009   | Cleveland       | |
| Titolo vacante il 9 agosto 2009.\|     |       |                  |                 | |
| Facade                                 | 1     | 28 agosto 2009   | Cleveland       | Sconfiggendo Sonjay Dutt e Zema Ion.                                                                                      |
| Chris Dickinson                        | 1     | 19 dicembre 2009 | Cleveland, Ohio | |
| Titolo vacante il 27 giugno 2010.      |       |                  |                 | |
| Zema Ion                               | 1     | 27 giugno 2010   | Cleveland       | Sconfiggendo Ricochet. |
| Marion Fontaine                        | 1     | 26 novembre 2010 | Lakewood        | |
| Bobby Beverly                          | 1     | 2 ottobre 2011   | Cleveland       | |
| BJ Whitmer                             | 1     | 1º luglio 2012   | Cleveland       | |